# ОШ „Жарко Зрењанин” Кикинда
ОШ „Жарко Зрењанин” је најмлађа и једна од највећих школа у Општини Кикинда. Налази се у улици Београдска 8.

## Историјат
Основна школа „Жарко Зрењанин” је основана децембра 1955. године као најмлађа школа у Кикинди. Обавља образовно–васпитни рад са ученицима од првог до осмог разреда распоређених у двадесет и шест одељења. Садржи двориште са новим теренима за мали фудбал, кошарку и одбојку, два информатичка кабинета и кабинете за наставне предмете, медијатеку, библиотеку, продужени боравак и зубну амбуланту. Неколико година остварују међународну сарадњу са школом из Хекстера.